# Fossil Bight
Die Fossil Bight (in Argentinien Bahía Fósiles) ist eine seichte Bucht an der südwestlichen Küste der Seymour-Insel vor der nördlichen Ostküste der Antarktischen Halbinsel. Sie liegt 1,5 km nordnordöstlich des Kap Lamas.
Argentinische Wissenschaftler und solche des United States Antarctic Research Program benannten die Bucht gemeinsam im Jahr 1982 nach den hier gefundenen Fossilien.